# とんねるずのみなさんのおかげです
『とんねるずのみなさんのおかげです。』は、フジテレビ系列で1988年10月13日から1997年3月27日まで毎週木曜日 21:00 - 21:54 (JST) に放送されたバラエティ番組である。
略称は『おかげです』もしくは『みなさん』。

## 概要
お笑いコンビのとんねるず（石橋貴明・木梨憲武）と多彩なゲスト陣によるコントを中心に構成された。コントに登場する名物キャラクターは他のバラエティ番組の追随を許さず、チェッカーズや宮沢りえなど、当時一世を風靡した豪華なゲストも毎週出演していた。
1989年から1994年までの6年間、バラエティ番組で年間平均視聴率1位を記録した。『ねるとん紅鯨団』、『とんねるずの生でダラダラいかせて!!』と並ぶ、とんねるずの代表番組の一つである。

### 不定期特番時代
元々は火曜日の19:30-20:54に放送されていた『火曜ワイドスペシャル』（後の『カスペ!』）のスペシャル番組だった。パート4の1コーナー「仮面ノリダー」のウケも良く、パート5を待たずにレギュラー番組へと昇格した（鹿内春雄会長死去後の混乱もあり、半年後の放送開始となった）。とんねるずの肖像権の複雑化の絡みや、実際のテレビ番組・映画・ドラマ・洋邦の音楽のMVのパロディコントが多い関係で再放送がないものの、放送ライブラリーで番組レギュラー初回の1988年10月13日放送分を閲覧する事ができる。
番組名は本番組の誕生のきっかけだった『火曜ワイドスペシャル』のとんねるず起用を決定した日枝久（同年6月に社長就任）の名を冠して『ヒエダさんのおかげです』にしようと、とんねるずが提案したがスタッフや当時の会長・鹿内宏明（春雄の義弟）の反対により『みなさんのおかげです』に落ち着いた。一方で当時のとんねるずが結成6周年と言う節目もあって『みなさんのおかげです』になったとも言われている。

### レギュラー放送開始まで
レギュラー放送の放送時間は、当初はTBS『ザ・ベストテン』を裏番組とする木曜21時台の他にも、NHK『大河ドラマ』や日本テレビ『天才・たけしの元気が出るテレビ!!』の裏番組となる日曜20時台に設定することも検討されていたが、『大河ドラマ』と『元気が出るテレビ!!』には視聴率では太刀打ちできないと判断し、最終的に石田弘と険悪の関係にあり、かつ出演拒否が相次ぐなど低迷傾向にあった『ベストテン』の裏番組に落ち着いた（それまでの木曜21時台『なんてったって好奇心』は日曜20時台へ移動）。
高視聴率を誇っていた『ベストテン』の裏番組にバラエティー番組をぶつけるのは他局（日本テレビ・テレビ朝日・テレビ東京）も含めても初めてであり、港浩一は放送時間決定直後に「『ザ・ベストテン』じゃねえかよ!」と、当初は『ベストテン』に太刀打ちできずに、早期打ち切りになるのではないかと不安に感じていたという。放送開始前に石田はTBSへ出向き、石田は「『ベストテン』のチャートに入ってるうちは、その歌手をうちが触ることはない。入る前とか、落ちた後とかに出演させるんで、どうか理解してほしい」と説明し、これに対してTBSは了承したが、後にその約束は破られた（後述）。また、港の予想に反して開始直後から高視聴率を叩き出すことになる（後述）。

### レギュラー放送時代
レギュラー番組に昇格した1988年10月からは、コントがメインの番組としてはまだ当時珍しかったステレオ放送で放映された。当時のキャッチコピーであった「ギャグる、コントる、アドリブる。」の通り、ドラマコントがメインの番組構成で、番組後半にゲストの歌を1曲流すなどの放送内容が中心であり、音声の臨場感を伝える役割を果たしていた。この体制は後継番組『とんねるずのみなさんのおかげでした』に至るまで続けられた。後に音楽企画やドラマコントが事実上廃止状態となり、通常のバラエティ番組と同様の内容になったことから、2005年夏頃以降は総集編スペシャルと音楽企画の回を除いてモノラル放送（地上デジタルテレビ放送はモノステレオ放送）へと変更されたが、2008年6月5日以降は、再びステレオ放送へと変更されている。

#### 放送休止
レギュラー放送時代には、放送休止を2回経験している。
まず、1990年4月から同年9月までにかけてはとんねるずが日本テレビ系ドラマ『火の用心』の出演に専念するためいったん打ち切り。『ウッチャンナンチャンの誰かがやらねば!』が代わりに放送され、ドラマ収録終了後の10月に番組が復活した。
他に1994年4月から9月まで『ラスタとんねるず'94』が放送された。石橋にはプロデューサー・石田弘の糖尿病療養期間のつなぎ番組だとネタにされているが、実情は1993年12月に宜保タカ子のロケで富士山麓の天然記念物生息地（氷穴）を爆薬などで荒らしたり、撮影セットのゴミを不法投棄したことが問題となり、当時各局や各新聞でニュース報道され、スタッフが処分されて番組も半年間収録が出来なくなったというのが理由である。この件に関しては翌1994年1月13日の放送終了時、ブルーバックにお詫びテロップを表示している。

#### 『おかげでした』へのリニューアル
1997年3月27日をもって『おかげです』としては終了した後、1997年4月から6月19日までは『とんねるずの本汁でしょう!!』が放送された。フジテレビお台場社屋移転後の同年6月26日から、『とんねるずのみなさんのおかげでした』にリニューアルして放送を再開。それに伴い、『おかげです』の最終回は、新聞のラテ欄では終マークはなかった。『おかげでした』ではコントはあまり行われず、ゲストの嫌いな食べ物を見抜く「新・食わず嫌い王決定戦」や「モジモジくん」といったコーナーが人気になっている。

### 映像ソフト化
2018年3月21日、放送開始30周年記念として、3枚組のDVD-BOX「とんねるずのみなさんのおかげでBOX」が発売。「観賞用」と「保存用」の2パターンがあり、「保存用」に関しては、箱がシールで封がされている。剥がす事は可能だが、その際箱に傷がつく恐れがあり、その際の責任は一切負いかねる。
2019年5月22日には第2弾となる9枚組のDVD-BOX「とんねるずのみなさんのおかげでBOX コンプライアンス」が発売。第1弾のBOXに封入していた「何かあるかも券」3枚を今回のBOXに封入されている専用ハガキに貼って応募すると、スペシャルDVD3枚が応募者全員にプレゼントされる。
上述のように実際のテレビ番組・映画・ドラマ・洋邦の音楽のMVのパロディコントを多く行っていたため、権利をクリアできないそれらに関してはDVDに一切収録されていない（「太陽にほえるな」「北の国から」など収録が許されたコントもある）。

## 出演者

### レギュラー
- とんねるず（石橋貴明・木梨憲武）※91年末から92年初頭期にかけて名前のテロップの上に「オリコン初登場1位歌手」「ミリオンセラー歌手」「'91日本歌謡大賞受賞歌手」「'91紅白歌合戦出場歌手」「'91FNS歌謡祭大トリ歌手」「日本卓球協会名誉初段」（後に2段に変更）と肩書が徐々に増えて表記されていた。

### 準レギュラー
- 渡辺満里奈
- 小林昭二※「仮面ノリダー」
- 岡田真澄※「仮面ノリダー」
- 宮沢りえ ※第1期に月一で、主に学園物コントに出演。
- チェッカーズ
- 松本伊代
- 飯島愛
- 田坂都（わが青春の1ページ）
- 保積ぺぺ（わが青春の1ページ/われら定時制高校野球部）
- 森川正太（わが青春の1ページ/われら定時制高校野球部）
- 岸田今日子（保毛尾田家の人々/われら定時制高校野球部）
- 清水アキラ（サンバーダード）
- 鳥塚しげき（サンバーダード）
- 別所毅彦（涙目怪人選手権/われら定時制高校野球部）
- 土橋正幸（涙目怪人選手権/われら定時制高校野球部）
- 佐野泰臣（ペンション「ミルキー」物語）
- 荒井注（保毛太郎侍他）
- 直江喜一（われら定時制高校野球部）
- 定岡正二（われら定時制高校野球部）
- 杉田かおる（われら定時制高校野球部）
- 香川伸行（われら定時制高校野球部）
- 柳生博（われら定時制高校野球部）
- 山本譲二（われら定時制高校野球部）
- ベンガル
- 小林稔侍（キャプテンウルタカ）
- 小野みゆき（デビルタカマン/必殺仕事人他）
- 細川ふみえ（デビルタカマン他）
- 地井武男（「ちょっと北の国から」/「太陽にほえろ」一連のパロディ）
- 伊藤淳史　※第1期は「仮面ノリダー」のみの出演。第2期ではさまざまなコントに顔を出すようになったが、「仮面ノリダーV2」には未出演。
- 倉田プロモーション（ジョッカーのみなさん/ベンガル星人）
- 劇団ひまわり（島田雄一郎/麻生雅人/萩野志保子ほか）
- 茶魔男
- 小泉今日子
- 荻野目洋子(貧乏家の人々)
- 観月ありさ
- ブラザー・コーン(SOULとんねるず)
- 坂口良子(前略おふくろ様'93)
- 梅宮辰夫(前略おふくろ様'93)
- 関根勤(前略おふくろ様'93)
- ともさかりえ（聖オゲレツ学園/ニューモジモジくん）
- 松嶋菜々子（近未来警察072）
- 長門裕之（近未来警察072）
- 菅井きん（近未来警察072）
- 諸星和己（関東石橋組見参!!→石橋組に挑戦!人間射的ゲーム!!）
- 谷津勲（関東石橋組見参!!）
- 片桐はいり(春一番)
- 中井美穂(GOKANOH)
- 結城貢(CURRY MASTERS -わが家のカレーは日本一決定戦-)

### フジテレビアナウンサー
- 寺田理恵子
- 有賀さつき
- 八木亜希子
- 塩原恒夫
- 青嶋達也
- 河野景子
- 大川和彦
- 須田哲夫
- 城ヶ崎祐子
- 佐藤里佳
- 野崎昌一
- 境鶴丸
- 西山喜久恵
- 中村江里子（番組内でのあだ名は「ひな」）
- 牧原俊幸
- 三宅正治
- 福井謙二
- 奥寺健
- 福原直英
- 近藤サト
- 平松あゆみ
- 木佐彩子
- 富永美樹
- 杉浦広子
- 佐々木恭子

### 番組に出演したゲスト(五十音順)
- あいざわかおり
- 赤堀元之
- あき竹城
- 浅野ゆう子
- 麻生あゆみ
- 天本英世
- 安室奈美恵
- 粟津號
- ウォーレン・クロマティ
- 五十嵐いづみ
- 池上誠一
- いしだあゆみ
- 石田純一
- 石田ひかり
- 石原真理子
- 市毛良枝
- 逸見政孝
- 伊東四朗
- 井上陽水
- 今井美樹
- 今宮純
- 植田あつき
- 内田有紀
- 梅津栄
- 江藤博利
- MCハマー
- 大石恵
- 大竹しのぶ
- 大塚寧々
- 大原麗子
- 緒形拳
- 岡村隆史（ナインティナイン）
- 岡本夏生
- 鹿賀丈史
- 賀来千香子
- ガッツ石松
- 桂三枝
- かとうれいこ
- 唐沢寿明
- 川井一仁
- 川島なお美
- 川谷拓三
- 川津祐介
- 岸本加世子
- 喜多嶋舞
- キラーカン
- グッチ裕三（ビジー・フォースペシャル）
- 工藤静香
- 久保田利伸
- 黒鉄ヒロシ
- 黒木瞳
- 甲賀瑞穂
- 郷ひろみ
- 古手川祐子
- 小林千登勢
- 小松政夫
- 紺野美沙子
- 斉藤慶子
- 斉藤由貴
- 坂井真紀
- 相楽晴子
- 佐竹雅昭
- 佐野重樹
- 沢口靖子
- 沢田研二
- THE ALFEE
- 椎名桔平
- シェイプUPガールズ
- 篠原涼子
- 柴田恭兵
- 渋谷哲平
- 嶋田久作
- 志村けん
- シャ乱Q
- ジャンボ尾崎
- 陣内貴美子
- 杉本清
- 勝呂誉
- 頭師佳孝
- 鈴木杏樹
- 鈴木紗理奈
- 関山耕司
- セクシーメイツ
- 瀬戸朝香
- そのまんま東
- 高岡由香
- 髙嶋政宏
- 高橋英樹
- 高村祐
- 多岐川裕美
- 田口計
- 武豊
- 伊達正三郎
- 田中美佐子
- 田中裕子
- 田中好子
- 谷隼人
- 玉置浩二
- 丹古母鬼馬二
- 団しん也
- ダンプ松本
- デーブ大久保
- 遠峯ありさ
- 十勝花子
- 毒蝮三太夫
- 所ジョージ
- 土佐ノ海
- 鳥羽一郎
- 鳥越マリ
- 中井貴一
- 中野英雄
- 中森明菜
- 中山美穂
- 七瀬なつみ
- 野茂英雄
- BY-SEXUAL
- HOUND DOG
- 羽田惠理香
- 林家こぶ平
- 原田知世
- B21スペシャル
- 久本雅美
- 左時枝
- 広沢克己
- 布川敏和
- 福井敏雄
- 福岡翼
- 藤谷美和子
- 藤原紀香
- 藤原喜明
- 古田敦也
- ポール牧
- 細川直美
- マイケル富岡
- 牧瀬里穂
- 益子直美
- 松坂慶子
- 松崎真
- 松田聖子
- 松村邦洋
- 真理アンヌ
- 丸山茂樹
- 美川憲一
- 水野美紀
- 三田佳子
- 南果歩
- 南野陽子
- みのもんた
- 武双山
- 村井国夫
- 本木雅弘
- 森進一
- 薬師寺保栄
- 薬師丸ひろ子
- 薬丸裕英
- 八千草薫
- 柳沢慎吾
- 柳葉敏郎
- 山口美江
- 由紀さおり
- 由利徹
- ライオネス飛鳥
- ラモス瑠偉
- ルビー・モレノ
- YMO
- 和田アキ子
- 渡辺美奈代
- 渡哲也

- 他多数

## 放送期間
| 回      | 放送日             |
| ------- | ------------------ |
| パート1 | 1986年11月11日放送 |
| パート2 | 1987年4月7日放送   |
| パート3 | 1987年10月13日放送 |
| パート4 | 1988年3月8日放送   |

| 期    | 放送期間                       |
| ----- | ------------------------------ |
| 第1期 | 1988年10月13日 - 1990年4月5日  |
| 第2期 | 1990年10月11日 - 1994年3月31日 |
| 第3期 | 1994年10月13日 - 1997年3月27日 |

レギュラー版全体を通しての放送回数は363回。

## コント・コーナー
- 基本的にゲストが出演しているドラマ・映画のパロディが多い。ゲストが演ずる役はそのままで、他の役をとんねるずが演じるのが大まかのパターンである。全盛期には番組スタッフが積極的に駆り出されたりもしていたが、末期になると石橋・木梨が一人で数役演じるコントが多くなった。

## キャラクター

### 石橋
- 保毛尾田保毛男（ほもおだほもお） - 話し方のモデルは井上陽水（相方の木梨は井上陽水の物真似もする）。七三分けと青ヒゲがトレードマーク。ホモということを問いただされると、「あくまでも噂で･･･」とはぐらかすのがお決まりのパターン。市役所勤務の姉（岸田今日子）と二人暮らし、時折ネタにしていた。あまりの人気ぶりから放送当時実際の「ホモ」の人たちが学校などで弄りの対象にされる事態も起きていたようで、後述のように後年「おかげでした」でこのキャラクターを復活させた際には、設定などを理由に賛否両論を巻き起こすことになった。一方ミッツ・マングローブはこのキャラクターがきっかけで、同級生から「お前もホモなの？」とからかわれたり訊かれたりした際には、「それはあくまで噂でございます」と答えられるぐらいの優雅さを持とうと思ったという[4]。
- ダーイシ男 - モデルは石田弘（番組プロデューサー）。豪放な性格で「糖がきてる」という。 「すまなかった!」が口癖。後に『まるまるちびまる子ちゃん』にも出演。ちなみにコント内での言動やエピソードは全て石田の実話に基づいているという。
- バブルス - 元ネタはマイケル・ジャクソンのペットのチンパンジー。タバコを吸うなどふてぶてしい態度を取る。後にガールフレンド(小泉今日子)も登場した。
- 田村マサカズ - モデルは「ニューヨーク恋物語」での田村正和。ドラマ内での口調を誇張した異様に舌っ足らずなしゃべり方をし、終始クールに振舞おうとするが空回りして失敗するキャラクター。「後ろ髪長いですか?」が口癖。「新畑任三郎」では大幅に違うキャラクターになっていた。
- ストロベリー - モヒカン風のアフロヘアーがトレードマークの黒人ダンサー。
- 中村江里子（ひな） - モデルは本人。「もう、台無し」が口癖。「おかげですカルトQ」に出場した際に、司会の判定に不満を持つあまり途中で収録をボイコットしている。

### 木梨
- ノリユキ - 度が過ぎたアイドルオタクで、その言動はストーカーに近い。コントに脈絡なく現れてはアイドルに対し「息くれよ」とせがむが、大抵マネージャーもしくは恋人役の石橋にどつかれる。体当たりが得意技で、石橋に「飛ぶぞ」と挑発する。
- 小港さん - モデルは港浩一（プロデューサー兼ディレクター）。常に腕を組み、口を尖らせながら競馬の予想を気にしている。ダーイシの部下だが、時々衝突する。
- ジョージ山本 - モデルは山本譲二。「演歌のあぜ道」には登場回数が一番多かったものの、歌おうとしてからすぐタライが落ちてきて一節も歌えなかった事が多く、更にはセットの居酒屋に閉じ込められて出れなくなった事もあった。
- サブ北島 - モデルは北島三郎。本人が出演していたちらし寿司の素のCMのワンフレーズをよく口ずさむ。「演歌のあぜ道」ではなぜかセットの居酒屋とは反対側から登場した。「ひとりものまね王座」以降はなぜか身長が縮む。
- ひろし5木 - モデルは五木ひろし。パンストを被った上にカツラをかぶった顔つきで、常に怪しげな動作をする。「演歌のあぜ道」で、水中に落ちた際にパンストが息を通さなくなり死にかけ、口の部分を開けて破ることで九死に一生を得た。
- 森進一郎 - モデルは森進一。モデルの歌声を極端に誇張したような野太い奇声と異様に力の入った表情が印象的。持ち歌は襟裳岬。
- みのりもんた - モデルはみのもんた。本人より威圧的なツッコミを飛ばす。
- アッコ和田 - モデルは和田アキ子。「ひとりものまね王座決定戦」に登場した際には身長が3m29cmだった事もあり、そして更には大きな和田アキ子の人形を背負って登場した事もある。
- スーさん - モデルは鈴木正人（ディレクター）。長髪と白い服という出で立ちで様々なコントに出没。「スイスイスー」が口癖。鈴木ほかスタッフ数名と「寝ちゃダメ隊」を結成している。
- 縦山弁護士 - モデルは当時話題の人物だった横山昭二（弁護士）。様々なコントに出没してはマスコミの取材攻めにあうという役回り。「馬鹿者!」が口癖。
- ノリゴロウ - モデルはムツゴロウこと畑正憲。「ムツゴロウとゆかいな仲間たち」のパロディ「ノリゴロウとゆかいな仲間たち」では、動物と触れ合うが、ノリゴロウの場合は動物を怖がる事が多く、最終回には本物のムツゴロウさんが登場している。

### その他
- 玉井しのぶ(玉井貴代志) - 一時期コントにたびたび登場し劇中歌を歌っていた。
- 帰りなおばちゃん(稲村さち子) - 石橋に対して「とっととお帰りよ!」などと説教するが、芝居が出来ないので石橋をしばしば激昂させた。後述の騒動以降登場しなくなった。
- 渋谷哲平とdeep隊 - 毎回コントの途中で脈絡なく現れては往年のヒット曲「Deep」を熱唱して去っていく。
- スーさん(鈴木正人) - 「北の国から'92朝立ち」で初登場して以降あらゆるコントに出没した。コントではほとんど女性の役が多かった。長髪が特徴で、散髪のためだけにコントが作られ、そのコント中で木梨によって髪を切られた。

## エピソード

### 番組の人気
木曜21時台というゴールデンタイムの中でもやや遅めの時間帯の番組であったが、「仮面ノリダー」を中心にさまざまなコントキャラクターが子供にも絶大な人気を誇っていた。宮沢りえ、牧瀬里穂、観月ありさ、ともさかりえ、松嶋菜々子などを、まだ知名度が高くない時代から抜擢し人気タレントに駆け上がっていった。その一方で、本来ならば子供人気や新人清純派タレントとは相容れない下ネタも多かったが、意味を理解しないまま子供受けしていたのも事実であり、子供人気、新人タレント、下ネタという綺麗なトライアングルを形成できたのはとんねるずのキャラクターによるある種の奇跡である。石橋が女性ゲストにキスをしたり、押し倒したり添い寝をしたり、口に入れたお粥を牧瀬里穂の顔に垂らしたり、赤ちゃん役に扮していた小泉今日子が咥えていたおしゃぶりやイチゴなどを石橋が取り上げて自分の口に入れ「…おいし〜い!」と至福の表情で言う、松嶋菜々子などに下ネタを言わせるなどといったセクハラも目立った。子供への絶大な人気を受け『コミックボンボン』で1990年1月号から4月号にかけてミスター=ヒロ（かみやたかひろの別名義）による漫画が連載され、『月刊コロコロコミック』などでも特集記事が組まれたりしていたが、下ネタギャグに関してはほとんど触れられていなかった。
スペシャル版の放送は、人気絶頂期においては通常の延長よりも長くされており、75分拡大の放送とされることが多く、子供からの人気が高かったことから深夜時間帯に差し掛かる直前にエンディングが流れるなどの配慮がされていたほか、稀に夜19時からの放送となることもあった。

### 「ザ・ベストテン」にチャートインしていた歌手の出演など
レギュラー放送開始前に石田弘は、フジテレビ開局30周年企画である「オリエント・エクスプレス '88」のイメージソングである「旅立ちはフリージア」で『ザ・ベストテン』のチャートに入っていた松田聖子に対してレギュラー初回の出演オファーを入れた。松田の当時の所属事務所は「『おかげです』に出演したら『ベストテン』に出演できなくなる」と反対したが、松田は「『旅立ちはフリージア』はフジテレビのイベントで作った曲だから、フジテレビに出演するのは当然だ」とコメントし、レギュラー放送開始直前になって出演を決定し、レギュラー放送初回である1988年10月13日放送分にゲスト出演した。視聴率も14.2%を記録し、『ザ・ベストテン』の12.1%を上回った。その後も、同年11月3日放送分では「MUGO・ん…色っぽい」で『ベストテン』のチャートに入っていた工藤静香がゲスト出演し、当日の視聴率も初の20%台を記録した。工藤はその後もゲスト出演した他、『ベストテン』のチャートの常連であった小泉今日子やチェッカーズも準レギュラーとして出演するようになる。『ベストテン』の楽屋でも、『ベストテン』よりも『おかげです』を見ていた歌手がほとんどであったという。
その後、『ベストテン』は「おかげです」に視聴率で上回る事が出来ず、1989年9月28日にレギュラー放送が終了。同年10月5日に放送された一周年スペシャルにて、『ベストテン』のパロディ企画である「怪人何でもザ・ベストテン」（仮面ノリダーに登場した怪人ランキングを発表する企画）を「さよならベストテン（『ベストテン』の最終回翌週の特番）」の裏にぶつけた。

### 番組制作におけるトラブル
上記の通り、番組は人気を誇っていた一方、過激な制作・演出方法に苦情が入ったり、トラブルが発生する事も多かった。

#### 爆薬演出でのトラブル
「おかげです」時代のコントでは爆薬を大量に使用する演出がよく行われ、トラブルもたびたび起きていた。これらは港浩一が演出したものであるといい、爆薬を大量に使う撮影では、通常は何度もリハーサルを重ねて撮影するが、港の場合は影響範囲を考慮せずに爆薬を設置して、すぐに本番へと移るといった手法をとっていた。こういったこともあって「仮面ノリダー」の後半ロケで撮影許可が取れなくなり、当時のフジテレビ河田町旧本社の屋上で撮影をし、あまりの爆発音に驚かれて近隣病院の入院患者全員にフジテレビ社屋を窓越しから覗かれるといった出来事があったり、フジテレビ社屋移転前のお台場で警察とトラブルを起こしたり、前述の宜保タカ子ロケでの放送休止に追い込まれる程の処分などが発生していた。また、石橋がセットの下敷きにされた挙句ムチ打ちになったり、木梨の至近距離で爆薬が爆発して木梨が死の恐怖を覚えるなど、出演者に対しても危険が及んでいた。

#### ニンジン事件
沢口靖子と共演したコント1991年1月17日放送「ノリ江婆 あのドキドキ愛人日記」で、木梨が噛み砕いて吐き出したニンジンの煮物を石橋が「頂きます」と食べてしまった事件。木梨・沢口はもちろんスタッフも大いに驚き、木梨は「何故こんなことができるかというと（石橋が）朝から呑んでるからだよ」とコメント。この日はフジテレビ以外の民放在京キー局では同日発生した湾岸戦争の報道特別番組を放送していた。

#### 木梨憲武の盲腸緊急追悼特番・騒動事件
1991年10月31日、木梨が盲腸による休養から復帰することになっていた放送で、冒頭から『緊急放送!盲腸で倒れる 木梨憲武さんを偲んで…』と題し、木梨が死亡したという設定で、生放送で追悼特番を模したドッキリを放送した。石橋と当時フジテレビアナウンサーだった野崎昌一が、深刻な気配で会話し2分半程経過したところで、青のジャージを着た木梨が現れるというシュールなコントであった。木梨が登場した後も2分程無視して喋り続けるものの、石橋が「出口3箇所ふさがれてましたから･･･」といった直後笑い出して木梨に気付き、セットチェンジ。以降この日の放送分は『木梨憲武盲腸記念'91 憲武を笑わせろスペシャル 爆笑総集編』のタイトルで、番組の総集編として放送された。また、終盤には『ガラガラヘビがやってくる』を収録したカセットテープの視聴者プレゼントの当選者発表（抽選で3名と説明していたが4万通のハガキが来たという。結果この生放送では3通を超えて4枚以上の当選者名が発表された）もなされた。
この放送を見ていた当時同局アナウンサーで番組レギュラーだった中村江里子は、途中まで本当に信じていたという。もし本当だった場合これだけのタレントなら新聞やニュースで大きく取り上げられるので、ネタであることが誰にでも分かると制作スタッフは踏んでいたようだが、冒頭に野崎が木梨の死亡時刻を「今日、午後5時30分過ぎ」としており直近であることを示唆したことや、この前日に日本テレビのレギュラー番組である『とんねるずの生でダラダラいかせて!!』（後年はオールロケの収録番組となるが、開始間もないこの頃はスタジオからの公開生放送だった）に木梨が一時退院して生出演したこと、この日の『タイム3』で木梨退院のニュースが大々的に報じられていたことなどもあり、緊急性を含んだドッキリとして視聴者を信じさせる要素もあった。
放送中からフジテレビには「本当ですか!?」との質問や、「ふざけるな!」等の抗議の電話が約800件も殺到した。盲腸により木梨が入院して放送するネタがなかったことからこのドッキリが企画されたが、多数の菊の花と大きな遺影に似せた造りの木梨の写真（番組スタッフの「憲武の寂しそうな写真ないか」という依頼を受けてマネージャーが提供した木梨のパスポートの写真をモノクロで引き延ばして使用。引き延ばした時には周囲が「（遺影の）感じ出てるね」とこぼしていたという）を配した大きな祭壇を組んだ追悼セット、暗いBGM（川井憲次作曲・人魚伝説から「T鬼母の哀歌」）、現役局アナの出演など、あまりにも悪ふざけが過ぎるとの声が多かった。すでに最初のCM明けで苦情が多数来ていることが説明されており、石橋は「頭のアレでフジテレビに随分抗議の電話が来ている」と発言している。また翌週のエンディングでは木梨が「新聞に載る程度が過ぎた」と謝罪し、「木梨死んでおりません!」の一言で締めくくっている。なお、セットチェンジの際は派手なBGMに切り替わって照明・冷却ガス・キャノン砲から発射される紙吹雪の演出と共に写真が上昇しながら菊の花が割れて総集編用のセットに転換するという流れだった。写真はその後終了までスタジオの天井から吊るしたままでCM前に映り込むこともあった。
放送内において野崎は「死亡した」とは一言も発しておらず、代わりに冒頭で「信じられないことになってしまいました」と表現している。ただし、本編前の木梨の生涯を辿る前編（BGMとしてダイアナ・ロスの『イフ・ウィ・ホールド・オン・トゥゲザー』）では、ナレーションで「あまりにも短い生涯であった」という一節が放送されていた。このコントについて木梨は「おかげでした」時代にこの回の映像を流した際「親戚のおばあちゃんに凄い怒られた」と語っている。
木梨登場後のやりとりでは元々は野崎ではなく、当時役員待遇だった露木茂の出演を予定していたが逃げてしまい、アナウンス部長の野間脩平にも逃げられたため、『プロ野球ニュース』の生放送で本番前待機中だった野崎が急遽呼ばれた。よりリアリティを持たせるため森光子にもオファーを出したが断られたという。
この回の視聴率は23%で多くの視聴者を驚かす結果となった。プロデューサーの石田弘は後年「ふざけると言っても超えてはならない一線があり、悪ふざけにはならないようにしなければならない」という発言をした一方で、「普通に復帰するのは面白くないから」という理由でこの企画をした事と、当時の反響を「あれくらい怒られたことはないよ」と振り返る発言をしている。

#### それいけマサカズ・ボヤ事件
「それいけマサカズ」のコーナーで、石橋が田村正和のものまねで、燃えたカツラをかぶりながら何食わぬ顔で通り過ぎるというコントを撮影したが、消防法上大変危険であるとして、当時のフジテレビ本社を管轄していた東京消防庁牛込消防署から抗議を受けた。

#### 石橋貴明の試合放棄事件
カルトQ「おかげです全般」で、司会者の木梨が石橋の解答に対して「正確じゃないとだめです」と何度も不正解とし、怒った石橋が「もういやだ」と言って途中で帰りそのまま試合放棄した事件。退場後は女児の人形が置かれコーナーは最後まで進行した。このとき石橋は「ひな」（中村江里子の愛称）という名前で出場していた。

#### セクシャルハラスメント訴訟事件
1992年11月4日、石橋とチーフディレクターがセクシャルハラスメントをしたとして、東京地方裁判所に民事提訴された事件。原告は「帰りなおばちゃん」として番組に準レギュラーで出演していた当時56歳の稲村さち子で、訴えの理由は、同年10月29日放送の番組内、露出度の高いビキニを着せられた稲村に対し、石橋が「ヘアが見える」と発言しテロップで「素人のおばちゃんですからヘアの手入れはしていません」と流されたこと、CMやテレビドラマで芸歴が10年あるにもかかわらず「素人のおばちゃん」と2度テロップを流されたことだった。稲村は石橋とチーフディレクターに対し200万円の損害賠償と番組内で名誉回復のコーナーを設けることを請求した。石田は取材に対し「素人のおばちゃん役で出演してもらった。傷つけたことは申し訳ない」と回答し、石橋の所属事務所は「本人と連絡が取れないのでコメントできません」とした。後に示談が成立し稲村は提訴を取り下げたことが報じられた。元々当番組は下ネタ傾向が強く、事件後下ネタ禁止令が下されたと言われる事もあるが、実際には後年に「近未来警察072」などが制作されており、その傾向はほとんど変わらなかった。

#### 保毛尾田保毛男ネタに対する賛否
「おかげでした」時代の2017年9月28日、「とんねるずのみなさんのおかげでした30周年記念スペシャル」でのワンコーナーで保毛尾田保毛男を登場させた。しかし「おかげです」がレギュラー放映されていたバブル期から平成中期の時代とは異なり、LGBTの認知と理解が日本のみならず世界的にも深まりつつあった平成最末期の当時においては、物議を巻き起こし、LGBT支援団体から「性的少数者への差別・偏見を助長するもの」との抗議申し入れがあり、それを受け翌日の定例会見で宮内正喜社長（当時）が謝罪する事態となった。視聴者からは「このご時世にどうなんだ」という批判の一方、「懐かしいキャラクターで大変うれしい」といった好意的な意見も出るなど、賛否両論だった。そのうちタレントで同性愛者のミッツ・マングローブはこの件に関する批判的な意見に対して反論のコメントを出した。

### 視聴率
1986年秋に石橋が当時フジテレビの編成局長であった日枝久に「僕らにゴールデンタイムの2時間番組を下さい、視聴率30%とってみせます」と編成部まで行って頼み込んだという。ちなみにこの際、日枝局長に「もし取れなかったらどうする?」と聞かれた石橋は、番組プロデューサーである石田弘を「彫刻の森美術館に飛ばしてください」と言った（石田はその場には居なかった。一方で、30%を達成したらフジテレビの食堂で何を食べてもいいという約束を取り付けた）。
まもなく『火曜ワイドスペシャル』で番組を持たせてもらい、放送が始まった。結果、視聴率30%には及ばなかったものの常に高視聴率を獲得し（平均20.3%。この結果は放送翌日の「夕やけニャンニャン」で石橋の口から発表され、「まあこんなもんだろ、よしよし」と二人は結果に満足していた）、定期的にスペシャルを行った後に1988年10月からレギュラー番組としてスタート。もう一説によるとこの公約を叩きつけた石橋は「20%に届かなかったら笑いの世界から身を引く」と後年TBSの特別番組でそのまんま東の発言によって語られた。
当初の視聴率は15%台を目標としていた。番組開始当初から「仮面ノリダー」のコーナーなどで人気を博し、視聴率も回を追うごとに上昇し、1988年11月3日放送分では24%を記録した。1989年2月2日放送分では27.7%を記録し、開始から半年が経過した1989年3月30日（『とんねるずのみなさんのおかげです春休みスペシャル』）に最高視聴率29.5%（関東地区）を記録した。その後、「仮面ノリダー」終了後も他のコーナーも大人気となり、1989年から1994年まではバラエティ番組年間平均視聴率の第一位を保持、2度にわたる充電期間を経ても人気を保った他、放送開始前に高視聴率を誇っていた『ザ・ベストテン』を開始直後から低視聴率に追いやり、開始から1年後の1989年9月に『ザ・ベストテン』を打ち切りに追い込んだ。
番組末期の1995年以降も全盛期ほど視聴率は取れなくなったものの安定した数字を残していた。95年は平均視聴率で番組開始以来初となる1位から陥落したものの、4位(3位に「とんねるずの生でダラダラいかせて!!」がランクイン)と高視聴率をキープその後も番組終了まで常にベスト5以内の地位を保った。
「おかげです」としての平均視聴率は20.2%（最終回の前週に発表）。9年間で使った予算は186億8900万円（こちらは最終回でダーイシが発言）。

### 最終回
1997年3月27日放送の『おかげです』としての最終回はかつての人気コント「仮面ノリダー」、「保毛尾田保毛男」、「最終回によくある風景」、「太陽にほえるな!」、「貧乏家の人々」など番組の人気コントを全て新作、完結編として放送した。また、番組の冒頭と最後にかつての常連ゲストで番組を愛していた小泉今日子を迎え、石橋扮する石田（ゼネラル）プロデューサーと木梨扮する小港ディレクター（兼プロデューサー）とともに局内に入り「石田プロデューサーの引越しと『みなさん』が終わっちまって大変なんだよォ日記」なるコントを放送。最後は番組を作り終えた石田プロデューサーがテレビマンとして燃え尽き死んでしまいその霊がバブルスとなって木梨、小泉とともに「最後のバァーイ、センキュー」のコールとともに本編は終了。ちなみにこの時、石橋が「以上、みなさんのおかげでした」と発言しているが、これが後継番組のタイトルとして使用されているのと関係があるかどうかは不明である。
そして、ラストはフジテレビ社屋が河田町から現在のお台場に移転したこともあり、とんねるずが歌う当時の番組のエンディングテーマ『テレビ〜時々の神よ〜』をバックに『おかげです』と共に使命を終えた旧社屋の表情を映し、最後は現お台場社屋の屋上でとんねるずが歌っているシーンに繋がるという映像で番組を締めくくった。
『おかげです』終了から20年後、『おかげでした』2017年12月7日放送分で2018年3月22日をもってとんねるずのみなさんシリーズを完結することを発表した。その際に、港浩一が社長を務める共同テレビジョンの社長室にて前述の「ちょっと北の国から」以来15年ぶりに往年のダーイシと小港さんによるコント形式で完結を発表した。

## ネット局
放送局社名および系列は放送終了時点（打ち切りの場合はその時点）のもの。
| 放送対象地域  | 放送局             | 系列                                         | ネット形態             | 備考                                                       |
| ------------- | ------------------ | -------------------------------------------- | ---------------------- | ---------------------------------------------------------- |
| 関東広域圏    | フジテレビ         | フジテレビ系列                               | 制作局                 |                                                            |
| 北海道        | 北海道文化放送     | フジテレビ系列                               | 同時ネット             |                                                            |
| 青森県        | 青森放送           | 日本テレビ系列                               | 遅れネット             | 1991年9月まではテレビ朝日系列とのクロスネット局            |
| 岩手県        | 岩手めんこいテレビ | フジテレビ系列                               | 同時ネット             | 1991年4月開局から                                          |
| 宮城県        | 仙台放送           | フジテレビ系列                               | 同時ネット             |                                                            |
| 秋田県        | 秋田テレビ         | フジテレビ系列                               | 同時ネット             |                                                            |
| 山形県        | 山形テレビ         | フジテレビ系列                               | 同時ネット             | 1993年3月25日打ち切り                                      |
| 山形県        | さくらんぼテレビ   | フジテレビ系列                               | 同時ネット             | 開局前サービス放送期間中の1997年3月20日・27日のみ          |
| 福島県        | 福島テレビ         | フジテレビ系列                               | 同時ネット             |                                                            |
| 山梨県        | テレビ山梨         | TBS系列                                      | 遅れネット             |                                                            |
| 新潟県        | 新潟総合テレビ     | フジテレビ系列                               | 同時ネット             |                                                            |
| 長野県        | 長野放送           | フジテレビ系列                               | 同時ネット             |                                                            |
| 静岡県        | テレビ静岡         | フジテレビ系列                               | 同時ネット             |                                                            |
| 富山県        | 富山テレビ         | フジテレビ系列                               | 同時ネット             |                                                            |
| 石川県        | 石川テレビ         | フジテレビ系列                               | 同時ネット             |                                                            |
| 福井県        | 福井テレビ         | フジテレビ系列                               | 同時ネット             |                                                            |
| 中京広域圏    | 東海テレビ         | フジテレビ系列                               | 同時ネット             |                                                            |
| 近畿広域圏    | 関西テレビ         | フジテレビ系列                               | 同時ネット             |                                                            |
| 鳥取県 島根県 | 山陰中央テレビ     | フジテレビ系列                               | 同時ネット             |                                                            |
| 広島県        | テレビ新広島       | フジテレビ系列                               | 同時ネット             |                                                            |
| 山口県        | テレビ山口         | TBS系列                                      | 遅れネット             |                                                            |
| 徳島県        | 四国放送           | 日本テレビ系列                               | 遅れネット             | 途中打ち切り                                               |
| 岡山県 香川県 | 岡山放送           | フジテレビ系列                               | 同時ネット             |                                                            |
| 愛媛県        | 愛媛放送           | フジテレビ系列                               | 同時ネット             |                                                            |
| 高知県        | 高知放送           | 日本テレビ系列                               | 遅れネット             | 1996年9月打ち切り                                          |
| 高知県        | 高知さんさんテレビ | フジテレビ系列                               | 同時ネット             | 1997年3月の開局前サービス放送期間中のみ                    |
| 福岡県        | テレビ西日本       | フジテレビ系列                               | 同時ネット             |                                                            |
| 佐賀県        | サガテレビ         | フジテレビ系列                               | 同時ネット             |                                                            |
| 長崎県        | テレビ長崎         | フジテレビ系列                               | 同時ネット             | 1990年9月までは日本テレビ系列とのクロスネット局            |
| 熊本県        | テレビくまもと     | フジテレビ系列                               | 同時ネット             | 1989年9月まではテレビ朝日系列とのクロスネット局            |
| 大分県        | テレビ大分         | 日本テレビ系列 フジテレビ系列                | 遅れネット →同時ネット | 1993年9月までは、テレビ朝日系列を加えた3系列クロスネット局 |
| 宮崎県        | テレビ宮崎         | フジテレビ系列 日本テレビ系列 テレビ朝日系列 | 同時ネット             |                                                            |
| 鹿児島県      | 鹿児島テレビ       | フジテレビ系列                               | 同時ネット             | 1994年3月までは、日本テレビ系列とのクロスネット局          |
| 沖縄県        | 沖縄テレビ         | フジテレビ系列                               | 同時ネット             |                                                            |

- 1994年3月に先述の理由により一旦休止するが、FNS加盟26局と青森放送・テレビ山梨・テレビ山口・高知放送はそのまま『ラスタとんねるず'94』のネット局となり、同年10月の本番組の再開時のネット局も同様だった。

## 歴代スタッフ（とんねるずのみなさんのおかげでしたの最終回の時は過去のスタッフ）
- 企画：石橋貴明、木梨憲武
- 構成：秋元康 / 遠藤察男、沢口義明、井辺清、西川晋、吉野晃章、成田はじめ、笠博勝、池田裕幾、三谷幸喜、西条昇、菊原共基、小川浩之→オガワ★ヒロユキ for men、小原信治、浅野吉朗、玉井貴代志、武良勇兒、大倉利晴、小野沢実、アラヤ★ダイスケ HOMME、岩崎夏海、柄沢正典、丸山桜奈、小板橋健、野口昌良、海老克哉、堀田延
- TD・SW：堀田満之・馬場直幸・石田智男（全員フジテレビ）、島本健司
- カメラ：藤江雅和、島本健司、小山茂明、高田治、花島和弘、北井勇作、長瀬正人、小林光行、野々村知彦、河野昌寿、秋山勇人／伊澤明男・勝村信之・長田崇・二見健二・岸田花子（フジテレビ）
- 映像：原啓教、石井利幸、高瀬義美、田中十内、谷古宇利勝、瀧本恵司、田畑司、水野博道、斉藤雄一、塚本修、宮本学、西脇貴美孝、青木洋子、高草木直樹
- 録画：原啓教、油谷忍
- 音声：間野目政孝、篠良一、杉山直樹、石井俊二、松本政利、深谷高史、森田篤、海老沢俊彦、高橋幸則、本間祥吾、戸山善裕、奈良岡純一、福沢寿三、平沢晃
- PA：唐松秀弥、後藤龍幸
- 照明：蓑島公男、小田原敬、谷川富也、高木一成、吉川知孝、富沢宴令、中原淳一、森本勝、安藤雅夫、安藤雄郎、土倉潤一、岩本泰和、藤本潤一、穴田健二、黒井宏行、谷口明美、佐藤博樹、堀田耕二、宗像徹馬、牧野隆、藪木健太郎、毛利克也
- カメラクレーン：佐藤史郎、高久誠司
- 美術制作：石鍋伸一朗・重松照英（共にフジテレビ）
- デザイン：根本研二・越野幸栄（共にフジテレビ）、別所晃吉、藤森信之
- 美術進行：伊藤則緒、小野秀樹、安藤典和、古賀飛、工藤圭介、中村秀美
- 大道具：鈴木康之、成井一浩、塩山勝之、竹島正夫、工藤圭介、関口正晴、畠山健、大原隆、石黒勇二郎、三上晋
- 装飾：三浦清隆、小池長寿、今村文孝、加藤登、菊池保、望月富夫、門間誠、大串武士
- 持道具：若林一也、網野高久、平井文朗、山本健史、藤井直也、斉藤広治
- 衣裳：土田清、武藤直樹、神波憲人、加藤文男、青木幸雄、沖田正次、小林幸子、永野美紀、中山美和、大吉明美
- メイク：塩幡万里子、浜崎真弥、興山洋子
- かつら：牧野勇、川田明子、矢津田一寛、郡司敏幸、植竹圭一
- 視覚効果：大関晃、飯塚生臣、内山栄一、坂井郁美、中里義明
- 電飾：須藤義光、田中信太郎、飯田修一、菰原大裕、中沢千恵子、小沢崇、崎本光成
- アクリル装飾：高信作、平山晃哉、上川洋行、今井輝彦、木谷伸三
- 生花装飾：春川興司、坂口曜子、武笠博子
- 植木装飾：須田信治(二)、広田明
- アートフレーム：津田忠直
- 楽器：磯元洋一（サン楽器）、佐野武史（サン楽器）、岩崎滋（サン楽器）※現サンフォニックス
- 特殊効果：水尾一雄
- 特殊美術：中島豪章（CAVIN）、佐藤むさく、スタジオ・モア
- タイトル：川崎利治、三好登久昭、原野真理子
- タイトルロゴ：染谷淳一
- CGタイトル：Go Go H.I.P.
- 編集：伊五澤守雄・正木俊行・頼信良三・管野邦大・真壁一郎・二宮嘉郎・清水良浩・飯星岳・永吉敬文・今村猛彦・喜多彰宣・奥山なほみ・松田和茂・上野譲・原靖・大橋一明・小野貴志・吉田亨・吉川奈津子（全員IMAGICA）
- スキャニメイト：後藤和夫・大沢宏次郎（共にIMAGICA）
- ペイント：菊池大介・山口由紀子（共にIMAGICA）
- MAV：寺尾享泰・植松厳・新野真・森岡浩人・遠山正（全員IMAGICA）
- オープニングタイトル・CG：金田全央、森まさあき、香川かづあき、アニメーションスタッフルーム、熊田勇、村上明彦、大槻浩、中島信也、電波倶楽部
- オープニングタイトル編集：オムニバスジャパン
- 音響効果：鈴木真、松下俊彦、張替正美、波多野精二
- コーナーテーマ：辻陽
- 車輌：ほしのみちあき、桑山朗、島村達也、柏田武士、高村徹、岡本貴幸、風見高広、諸星寿伸、倉田知己、本田浩光、小池清治、駒崎浩宣、大塚修、福島真、奥山道明、森泉澄人、渡辺美夏子
- ナレーター：戸谷公次、田中信夫（火曜ワイドSP「貧乏家の人々」）、中江真司（仮面ノリダー/仮面ノリダーV2）、皆口裕子（仮面ノリダー内「ねるとん紅鯨団」）、久米明（眠狂四郎だマサカズ!/一杯のかけうどん/仮面ノリダー「恐怖すっぽん男」など）、納谷悟朗（仮面ノリダー「恐怖バレーボール女」/新巨人の星）、中西妙子（演歌のあぜ道）、青野武（保毛太郎侍最終回）、高岡健二（CMパロディ）、矢島正明（カメラがとらえた決定的瞬間/ボレロ・タケノリ教）、大平透（スパイ大作戦'90）、山本圭（ノリゴロウとゆかいな仲間たち）、屋良有作（ゲロゲロの鬼太郎）、野島卓、野沢那智、キャプテン・ジョージ（マジックくんと手品くんのビックリショー）、柴田秀勝（宜保タカ子/デビルタカマン/近未来警察072）、野田圭一、桑原たけし（キャプテンウルタカ）、牧原俊幸（キャプテンウルタカ/おかげですカルトQ出題）、田中秀幸（憲武を笑わせろスペシャル）、大坪千夏（ゴウゴウガール）、田中康郎（必殺仕事人）、郷里大輔（宜保タカ子）、坂口哲夫（食わず嫌い王決定戦）、金丸日向子、太田真一郎、林延年、バッキー木場（GOKANOH）、篠原正典、寺瀬めぐみ、秦尭昭（飛龍女体麻雀）、銀河万丈（最終回スペシャル予告）、ケイ・グラント（10 YEARS HISTORY）ほか
- 殺陣：多賀谷渉、菊地竜志、岡田勝ほか
- コレオグラファー：西条満ほか
- 編成：原岡健一郎・小林義和・鈴木専哉・石井浩二（全員フジテレビ）
- 広報：石井道夫・森隆志・大貫伊都子・八木祐子（全員フジテレビ）
- スチルカメラ：村山篤人、半田一道
- タイムキーパー：杉山清美、安富弘江、江野澤郁子
- デスク：鈴木桂子、長谷川薫、関根弘之、生雲理愛
- 制作スタッフ→ディレクター（1989年4月 - ）：鈴木正人、和久津一成、時宗大、北村要、篠原一成、石田英史、小澤俊一、鈴木智、小松伸一、白石一幸、清水勇、佐々木裕哉、松村匠、加賀義則、佐々木俊、太田一矢、李闘士男（第3期）、神原孝、濵田俊也、河津潔、澤田親宏、神尾昌宏（コント「太陽にほえるな!」のメンバーの一部）
- ディレクター→演出→ディレクター：光野道夫
- ディレクター→演出（1989年4月 - 第2期まで）→アシスタントプロデューサー→ディレクター・プロデューサー：石井正幸（フジテレビ）
- 制作デスク：関根弘之
- アシスタントプロデューサー：尾崎充（第3期）
- 演出→演出・プロデューサー（1989年4月 - ）→チーフディレクター・プロデューサー：港浩一（フジテレビ）
- プロデューサー：増田晴男（フジテレビ、1988年10月 - 1989年4月）
- プロデューサー→ゼネラルプロデューサー：石田弘（フジテレビ）
- 演出協力：ウイルスプロダクション
- 技術協力：ニユーテレス
- 制作協力：オフィスAtoZ（1986年11月 - 1994年3月）、アライバル（1994年10月 - 1997年3月）
- 制作：フジテレビ第二制作部
- 制作著作：フジテレビ
  - 一部のスタッフについては野猿も参照。

## テーマソング

### オープニング
曲名不詳1(第1期) 1988年10月13日～1989年6月15日
- 作曲：後藤次利
- 基本的にインストゥルメンタルだが「ゲロゲロ～」など石橋と木梨の台詞が随所に挟まれている。
- ロゴが巨大な足に踏まれて潰れるなど、「空飛ぶモンティ・パイソン」をパロディしたシーンが多い。

曲名不詳2(第1期) 1989年6月22日～1990年4月5日
- 作曲：後藤次利
- ほぼ全編クレイアニメで、不思議な生物が住むジャングルから、神殿のような建物に進む。本編のダイジェストを見ていた二匹の怪物が、巨大な龍に丸呑みされる。
- 初回のみ前バージョン同様に石橋と木梨の台詞が随所にあった。

「PITCH&JAB」(第2期) 1990年10月11日～1991年7月？
- 作曲：後藤次利
- 石橋と木梨の二人が、様々な色のペンキを使い、白い壁などを自由に塗っていく実写のシーンと水族館風のアニメのシーンがあった。

「ガラガラヘビがやってくる」(第2期)1991年8月？〜1992年9月24日・12月24日
- 作詞：秋元康 / 作編曲：後藤次利 / 歌：とんねるず
- 歌詞にも登場するガラガラヘビと二匹のヒヨコが、「トムとジェリー」のような攻防を繰り広げる。
- 本編ダイジェストを除き、とんねるずの二人が出演していない。

「がじゃいも」(第2期)1992年10月1日〜1993年12月23日
- 作詞：秋元康 / 作編曲：後藤次利 / 歌：とんねるず
- 歌詞の世界観を忠実にクレイアニメで再現している。
- こちらも、とんねるずの二人は出演していない。

「フッフッフッってするんです」(第2期)1993年12月30日、1994年1月13日〜1994年3月24日
- 作詞：秋元康 / 作編曲：後藤次利 / ブラス・ストリングスアレンジ：若草恵 / 歌：とんねるず
- とんねるずが「ピンポンパン」のお兄さん風に扮したPVが使用された。
- このOPのみロゴが変更され、「。」が省略される。

「ガニ」(第3期)
1994年10月13日〜1996年3月?
- 作詞：秋元康 / 作編曲：後藤次利 / 歌：とんねるず
- アメコミ風の石橋と木梨が対決するアニメーション。
- このOPからロゴが筆文字風に変更。
- 当OPの途中からタイトルバックと提供シーンのみに簡略化される。
- 第3期開始当初は白黒アニメーションだったが、途中でカラーアニメーションに変更される。

「うなちん」(第3期)
1996年4月〜1997年3月20日
- 作詞：秋元康 / 作編曲：後藤次利 / 歌：とんねるず
- コンサート会場で様々な楽器演奏、コーラス含めてとんねるずが担当し歌う一方で、格闘ゲーム風の映像も挿入される。
- シングルとしてリリース予定も諸事情で中止になった。また前述の「ガニ」のOP期間よりも早く変更から僅か3ヵ月ほどで省略OPへ変更となっている。

### エンディング
「星降る夜にセレナーデ」(第1期) 1988年10月13日～1989年9月28日
- 作詞：松井五郎 / 作曲：玉置浩二 / 編曲：星勝 / 歌：とんねるず
- 1989年 8月10日放送EDでゲストだった作曲した玉置浩二と共に歌唱。この際に玉置が「今度新しい曲作るよ」と発言したことから後述の「あした元気になーれ」に繋がる。
- 歌唱時以外で番組で使用された音源はCD音源とは違うものが使用されていた。
- 1997年3月27日放送の最終回ED後の提供クレジットもこの曲を使用。

「あした元気になーれ」(第1期)1989年10月5日～1990年4月5日
- 作詞：松井五郎 / 作曲：玉置浩二 / 編曲：武部聡志 / 歌：とんねるず
- 「星降る夜にセレナーデ」と同様に歌唱時以外の番組で使用された音源はCD音源と違うものが使用されていた。

「こんな男でよかったら」(第2期) 1990年10月11日～
- 作詞：松井五郎 / 作編曲：後藤次利 / 歌：とんねるず
- 1990年12月27日放送の年末SPにてゲストだった井上陽水と共に歌唱している。
- こちらも前2曲と同様に番組ではCD音源と違うものが使用されていた。

「情けねえ」(第2期) 1991年5月2日～
- 作詞：秋元康 / 作編曲：後藤次利 / 歌：とんねるず
- EDテーマは基本的に2時間SPなどの特番放送時のみで歌唱していたが、この曲からはシングル曲と言うこともあってかレギュラー放送時にも歌唱する機会が増える。
- 2018年3月22日放送のとんねるずのみなさんのおかげでしたの最終回EDで歌詞を変えてフルコーラスで歌われた。
- こちらの曲も番組で使用された音源はCD音源とは異なるものが使用されたが、途中でCD音源に変更された。

「はっぴぃ ばあすでぃ」(第2期)
- 歌：とんねるず
- ミニアルバム3歳からのとんねるず発売に際しての使用。この後すぐに後述の曲がリリースされた為、使用期間は歴代でも一番短い。

「セブンスコードを天国にくれ」(第2期)
- 作詞：秋元康 / 作編曲：後藤次利 / 歌：とんねるず
- アルバムがむしゃら発売に際しての使用。

「一番偉い人へ」(第2期)
- 作詞：秋元康 / 作編曲：後藤次利 / 歌：とんねるず
- 前述の「情けねえ」と同様にレギュラー放送でもEDで歌唱する機会が多かった。また2007年9月27日放送の放送開始20周年突入記念SPのEDや2013年のFNS歌謡祭でも歌われた。

「俺がいる」(第2期)
- 作詞：秋元康 / 作編曲：後藤次利 / 歌：とんねるず
- アルバム悪い噂発売に際しての使用。

「おまえ百までわしゃ九十九まで」(第3期)
- 作詞：秋元康 / 作編曲：後藤次利 / 歌：とんねるず

「nothing around -成せば成る-」(第3期)
- 作詞：野茂英雄 / 作編曲：ジェームス下地 / 歌：とんねるず

「Ba・Ca」(第3期)
- 作詞：じんましんや / 作編曲：ジェームス下地 / 歌：とんねるず

「テレビ～時々の神よ～」(第3期)
- 作詞：秋元康 / 作編曲：後藤次利 / 歌：とんねるず
- 1997年3月27日放送の最終回EDではフジテレビ本社が河田町からお台場に移転した頃で、取り壊される河田町本社内をとんねるずの二人が当曲を歌いながら第6スタジオやテレビモニターが一斉に消える事務フロア、メインビルの屋上など思い出深い場所を歩き（この部分は白黒映像）、最終的にお台場本社屋上で歌う二人が空撮で映し出され、アウトロで遠ざかっていきお台場本社全体が映るという内容だった。その後の提供クレジットでは同じく空撮で捉えたお台場本社の屋上でスタッフと共に記念撮影をする姿が映されて締めくくった。

### BGM
- 仮面ノリダー
  - 『Dragnet』アート・オブ・ノイズ（ジョッカー秘密基地）
- モジモジくん
  - 『タンクポリスの懲りない面々』D-Crew　※『Dominion犯罪軍団/犯罪戦争サウンドトラック』東芝EMI・1988年に収録。
- 貧乏家の人々
  - 『ダンシング・ヒーロー (Eat You Up)』荻野目洋子
  - 『コーヒールンバ』YO-CO（荻野目洋子）
- 博士と助手
  - 『TRUTH』T-SQUARE

## DVD
- とんねるずのみなさんのおかげでBOX【鑑賞用】&【保存用】（2018年3月21日発売、ポニーキャニオン）
- とんねるずのみなさんのおかげでBOX コンプライアンス 1〜3（2019年5月22日発売、ポニーキャニオン）